# Jens Roth (Triathlet)
Jens Roth (* 24. Januar 1988 in Bernkastel-Kues) aus Monzelfeld ist ein deutscher ehemaliger Schwimmer, der heute als Triathlet aktiv ist. Er ist Vizeeuropameister Cross-Triathlon (2015) sowie sechsfacher Deutscher Meister im Cross-Triathlon (2015, 2016, 2017, 2018, 2019, 2022) und Cross-Duathlon (2017).

## Werdegang
Der Elektrotechniker Jens Roth war etwa 15 Jahre im Schwimmsport aktiv. Bei den Deutschen Schwimmmeisterschaften 2007 belegte er in Berlin hinter dem Sieger Thomas Lurz über 1500 m Freistil den dritten Rang.

### Triathlon seit 2010
Mit Triathlon begann Roth 2010 und er startet heute vorwiegend bei Wettbewerben über die olympische Distanz: 1,5 km Schwimmen, 40 km Radfahren und 10 km Laufen. Trainiert wird er seit 2010 vom ehemaligen Triathleten Marc Pschebizin.
In Zell an der Mosel bestritt er seinen ersten Wettkampf und konnte nach Schwimm- und Radbestzeit am Ende einen erfolgreichen vierten Platz feiern. Ein Jahr später errang er in Mussbach (Pfalz) den Titel des Rheinland-Pfalzmeisters über die olympische Distanz. Im Jahr 2012 konnte er diese Leistung bestätigen und wurde Deutscher Meister der AK20 in Düsseldorf.
Er startete bis 2014 für den Verein RSG Montabaur, mit dem er 2013 in die Erste Triathlon-Bundesliga aufstieg. Er konnte im Mai seinen Titel in Rheinland-Pfalz in Kaiserslautern verteidigen und zudem sicherte er sich im Juni in Düsseldorf den deutschen Meistertitel der Amateure.
Seit seinem schweren Sturz im Rahmen des Bundesliga Rennens 2014 in Buschhütten hat Jens sich dem Club seines Wohnortes Tri Post Trier angeschlossen und war am Bundesligaaufstieg des Teams von der Mosel binnen vier Jahren von der Rheinland-Pfalz Liga bis in die 1. Triathlon-Bundesliga beteiligt.

### Amateurweltmeister Cross-Triathlon 2013
Bei den Cross-Triathlon Weltmeisterschaften in Den Haag in den Niederlanden wurde er im Juli Amateurweltmeister. Mit seiner Endzeit nach 1 km Schwimmen, 32 km Mountainbike und 9 km Crosslauf hätte es im Profifeld zum fünften Gesamtrang gereicht.

### Sechsfacher Deutscher Meister Cross-Triathlon (2015 bis 2019 und 2022)
Im Juli 2015 wurde er Vizeeuropameister und im August deutscher Meister Cross-Triathlon. Auch in der Saison 2016 konzentriert sich Jens Roth weitestgehend im Bereich Cross-Triathlon und Xterra. Am 23. Juli 2016 verteidigte er den Titel des Deutschen Meisters in der Elite-Klasse im Crosstriathlon im thüringischen Zeulenroda. 2016 stieg er mit seinem aktuellen Verein Tri Post Trier in die zweite Bundesliga auf. Im März 2017 wurde der damals 29-Jährige auch Deutscher Meister Cross-Duathlon. Im August desselben Jahres holte sich Roth zum dritten Mal mit dem fünften Platz bei der Xterra Germany in Sachsen den Titel des Deutschen Meisters.
2018 holte er sich im Juli bei seinem Heimrennen in Schalkenmehren zum vierten Mal in Folge den deutschen Meistertitel im Cross-Triathlon. Mittlerweile ist er der erste Athlet in der Geschichte der Deutschen Triathlon Union (DTU), welcher viermal in Folge den Titel des Deutschen Meisters im Elite Bereich für sich entscheiden konnte.
Im Rahmen der in 2015 ausgetragenen Deutschen Meisterschaft im Cross Duathlon in Schleiden in der Eifel, probierte er sich seit langem auch mal am Cross-Duathlon um sein Team aus Trier in der Mannschaftswertung zu unterstützen. Als Dritter erreichte er das Podium vor dem Lokalmatador Mathias Frohn. 2016 reichte es dann nur für Platz sechs.
2017 wurden die Deutschen Meisterschaften Cross-Duathlon dann auf seiner Heimstrecke im Trierer Weißhauswald ausgetragen und er sicherte sich auch hier den Deutschen Meistertitel. 2018 wurde der Titel dann wieder im Kraichgau vergeben, Jens Roth belegte hier Rang drei hinter seinem Teamkollegen Andreas Theobald. 2019 wiederum in Trier, reichte es dann „nur“ zu Platz zwei hinter Jonas Hoffmann.
Am 17. August 2019 sicherte sich Jens Roth im sächsischen Zittau seinen fünften Deutschen Meistertitel Cross-Triathlon in Folge. Er beendete das Rennen, das gleichzeitig als Wertungsrennen der Xterra-Welt- und Europaserie ausgetragen wurde, hinter dem Franzosen Arthur Serrieres auf Rang zwei.
Nachdem die Titelkämpfe 2020 aufgrund der weltweiten Corona-Pandemie leider ausfallen mussten, wurde Jens zum ersten Mal und das auch noch in seinem „Wohnzimmer“ bei seinem Heimwettkampf in Schalkenmehren von Malte Plappert besiegt und belegte am Ende des Tages sogar nur Rang 4. Die unglaubliche Serie von 2177 Tagen als Deutscher Meister in der Ein und Selben Sportart war gerissen.
2022 wurden die Deutschen Meisterschaften im Crosstriathlon wieder im sächsischen Zittau im Rahmen der OSeeChallenge ausgetragen. Das Jens sich Jens in einer starken Form befindet, dass konnte man schon bei der wohl letzten Auflage des Vulkancross-Triathlons erahnen. Mit neuem Streckenrekord und einem ungefährdeten Start-Ziel-Sieg sicherte er sich seinen siebten Sieg in der Vulkaneifel. Drei Wochen später, krönte er sich, wenn auch mit einem hauchdünnen Vorsprung von gardemal 18 Sekunden zum neuen Deutschen Meister 2022 und sicherte sich somit seinen sechsten Deutschen Meistertitel. Mit dieser neuen Bestmarke überholt er auch Ronny Dietz (* 1978), der es in seiner aktiven Karriere auf fünf Nationale Titel im Crosstriathlon gebracht hat.

## Sportliche Erfolge
| Datum/Jahr    | Rang | Wettbewerb                         | Austragungsort | Zeit     | Bemerkung |
| ------------- | ---- | ---------------------------------- | -------------- | -------- | --- |
| 16. Juli 2023 | 1    | Mittelmosel Triathlon              | Zell           |          | fünfter Sieg                                                                                                  |
| 11. März 2022 | 30   | Clash Miami                        | Miami          | 03:05:27 | 1,7 km Schwimmen, 64,7 km Radfahren und 16,9 km Laufen                                                        |
| 19. Sep. 2021 | 2    | Ventouxman                         | Lapalud        | 05:23:23 | Mitteldistanz                                                                                                 |
| 23. Juni 2019 | 1    | Mittelmosel Triathlon              | Zell           | 02:01:26 | Sieger neben Bianca Grosse bei den Frauen                                                                     |
| 1. Juni 2019  | DSQ  | Teamsprint                         | Kraichgau      | –        | |
| 5. Mai 2019   | 7    | Siegerland-Cup                     | Buschhütten    | 01:43:26 | |
| 18. Juni 2017 | 1    | Mittelmosel Triathlon              | Zell           | 02:05:32 | |
| 14. Aug. 2016 | 27   | Ironman 70.3                       | Wiesbaden      | 04:15:04 | First out of water                                                                                            |
| 19. Juni 2016 | 1    | Mittelmosel Triathlon              | Zell           | 01:54:10 | zweiter Sieg nach 2011 – das Rennen musste witterungsbedingt als Duathlon ausgetragen werden.                 |
| 8. Mai 2016   | 7    | Siegerland-Cup                     | Buschhütten    | 01:45:22 | einen Platz vor Andreas Raelert                                                                               |
| 7. Juni 2015  | 9    | Ironman 70.3 Kraichgau             | Kraichgau      | 04:15:02 | erster Start bei einem Ironman 70.3; schnellster Schwimmer                                                    |
| 11. Apr. 2014 | DNF  | Teamsprint                         | Buschhütten    | –        | Saisonaus nach Massensturz                                                                                    |
| 15. Sep. 2013 | 16   | ITU World Championship Series 2013 | London         |          | Achter Rang in der AK25 beim Grand Final der Triathlon-Weltmeisterschaftsserie 2013 als schnellster Deutscher |
| 30. Juni 2013 | 1    | T3 Triathlon                       | Düsseldorf     | 01:50:29 | Deutscher Meister Amateure                                                                                    |
| 12. Mai 2013  | 1    | Tri Pfalz Triathlon                | Kaiserslautern | 01:54:06 | Rheinland-Pfalz Meister                                                                                       |
| 8. Juli 2012  | 2    | T3 Triathlon                       | Düsseldorf     | 01:51:02 | Deutscher Meister über die olympische Distanz der Altersklasse M20-24                                         |
| 24. Juni 2012 | 3    | Mittelmosel Triathlon              | Zell           |          | [ 6 ] |
| 6. Mai 2012   | 19   | Siegerland-Cup                     | Buschhütten    | 01:48:07 | [ 7 ] |
| 7. Aug. 2011  | 3    | Frankfurt-City-Triathlon           | Frankfurt      | 02:02:47 | Dritter hinter Johann Ackermann und Timo Bracht                                                               |
| 8. Mai 2011   | 21   | Siegerland-Cup                     | Buschhütten    |          | |
| 3. Juli 2011  | 4    | Tegernsee-Triathlon                | Tegernsee      |          | [ 9 ] |
| 3. Juli 2011  | 1    | Mittelmosel Triathlon              | Zell           |          | |

| Datum/Jahr    | Rang | Wettbewerb                                   | Austragungsort        | Zeit       | Bemerkung                                                                                     |  |
| ------------- | ---- | -------------------------------------------- | --------------------- | ---------- | --------------------------------------------------------------------------------------------- |  |
| 3. Aug. 2019  | 1    | Vulkan-Cross-Triathlon                       | Schalkenmehren        | 02:13:45   |                                                                                               |  |
| 17. Aug. 2019 | 1    | DTU Deutsche Meisterschaft Cross-Triathlon   | Zittau                | 02:36:46   | zum fünften Mal in Folge Deutscher Meister Cross-Triathlon als Zweiter bei der Xterra Germany |  |
| 7. Juli 2019  | 27   | Xterra France                                | Xonrupt               | 03:20:40   |                                                                                               |  |
| 18. Mai 2019  | 3    | Xterra Malta                                 | Golden Bay            |            |                                                                                               |  |
| 30. Apr. 2019 | 15   | ITU Cross Triathlon World Championships      | Pontevedra            | 01:55:05   |                                                                                               |  |
| 25. Okt. 2018 | 9    | ETU Cross Triathlon European Championships   | Ibiza                 |            |                                                                                               |  |
| 18. Aug. 2018 | 23   | Xterra Germany                               | Deutschland Zittau    |            | Xterra Europameisterschaft                                                                    |  |
| 28. Juli 2018 | 1    | DTU Deutsche Meisterschaft Cross-Triathlon   | Schalkenmehren        | 02:13:55   | zum vierten Mal in Folge Deutscher Meister Cross-Triathlon beim Vulkan-Cross-Triathlon        |  |
| 1. Juli 2018  | 10   | Xterra France                                | Xonrupt               | 03:10:43   |                                                                                               |  |
| 26. Mai 2018  | 16   | Xterra Italy                                 | Gardasee              |            |                                                                                               |  |
| 19. Mai 2018  | 5    | Xterra Spain                                 | Rincón de la Victoria |            |                                                                                               |  |
| 2. Sep. 2017  | 16   | Xterra Denmark                               | Møns Klint            |            |                                                                                               |  |
| 19. Aug. 2017 | 1    | DTU Deutsche Meisterschaft Cross-Triathlon   | Zittau                | 02:42:56   | zum dritten Mal in Folge Deutscher Meister Cross-Triathlon als Fünfter beim Xterra Germany    |  |
| 13. Aug. 2017 | 4    | Xterra Poland                                | Krakau                | 02:39:26   |                                                                                               |  |
| 29. Juli 2017 | 1    | Vulkan-Cross-Triathlon                       | Schalkenmehren        | 02:12:03   | Xterra German Tour                                                                            |  |
| 2. Juli 2017  | 9    | Xterra France                                | Xonrupt               | 03:41:15   |                                                                                               |  |
| 14. Mai 2017  | 4    | Xterra Spain                                 | Taragonna             | 02:30:00   |                                                                                               |  |
| 30. Apr. 2017 | 3    | Xterra Greece                                | Vouliagmeni           | 02:19:15   |                                                                                               |  |
| 2. Apr. 2017  | 3    | Xterra German Tour                           | Schleiden             | 02:01:33.8 |                                                                                               |  |
| 19. Nov. 2016 | 12   | ITU Cross Triathlon World Championships      | Snowy Mountains       | 02:48:52   | ITU-Weltmeisterschaft Cross-Triathlon                                                         |  |
| 30. Juli 2015 | 1    | Vulkan-Cross-Triathlon                       | Schalkenmehren        | 02:14:17   |                                                                                               |  |
| 23. Juli 2016 | 1    | DTU Deutsche Meisterschaft Cross-Triathlon   | Zeulenroda            | 02:24:29   | Deutscher Meister Cross-Triathlon, im Rahmen der Vogtland-Challenge                           |  |
| 26. Juni 2016 | 19   | Xterra Switzerland                           | Vallée de Joux        | 03:03:02   |                                                                                               |  |
| 4. Apr. 2016  | 2    | Xterra Malta                                 | Golden Bay            | 02:17:12   |                                                                                               |  |
| 31. Okt. 2015 | 11   | Xterra World Championships                   | Maui                  |            |                                                                                               |  |
| 29. Aug. 2015 | 3    | Xterra Dänemark                              | Tisvilde              | 02:14:51   | erstes Xterra Podium                                                                          |  |
| 15. Aug. 2015 | 1    | DTU Deutsche Meisterschaft Cross-Triathlon   | Olbersdorf            | 02:30:34   | fünfter Rang beim Xterra Germany und damit Deutscher Meister Cross-Triathlon                  |  |
| 1. Aug. 2015  | 1    | Vulkan-Cross-Triathlon                       | Schalkenmehren        | 02:12:26   |                                                                                               |  |
| 19. Juli 2015 | 2    | ETU Cross Triathlon European Championships   | Schluchsee            | 02:34:59   | Vizeeuropameister Elite                                                                       |  |
| 17. Aug. 2013 | DSQ  | DTU Deutsche Meisterschaft Cross-Triathlon   | Schalkenmehren        | –          | Vulkan-Cross-Triathlon                                                                        |  |
| 13. Juli 2013 | 1    | ITU Cross Triathlon World Championship 25-29 | Den Haag              | 02:03:42   | Sieger der AG25-29 und damit Amateurweltmeister Cross-Triathlon                               |  |
| 4. Aug. 2012  | 1    | Vulkan-Cross-Triathlon                       | Schalkenmehren        | 02:20:44   |                                                                                               |  |

| Datum/Jahr    | Rang | Wettbewerb                                | Austragungsort | Zeit     | Bemerkung                        |
| ------------- | ---- | ----------------------------------------- | -------------- | -------- | -------------------------------- |
| 6. Apr. 2019  | 7    | Cross Duathlon                            | Schleiden      |          |                                  |
| 17. März 2019 | 2    | Deutsche Meisterschaft X-Duathlon         | Trier          |          | hinter Jonas Hoffmann            |
| 23. Okt. 2018 | 7    | Crossduathlon Europameisterschaft         | Ibiza          |          |                                  |
| 28. Sep. 2018 | 3    | Deutsche Meisterschaft Kraichgau          | Östringen      |          |                                  |
| 2. Apr. 2017  | 3    | Cross Duathlon                            | Schleiden      |          |                                  |
| 12. März 2017 | 1    | DTU Deutsche Meisterschaft Cross-Duathlon | Trier          | 01:20:44 | Deutscher Meister Cross-Duathlon |
| 1. Okt. 2016  | 6    | Deutsche Meisterschaft Kraichgau          | Östringen      |          |                                  |
| 17. Apr. 2016 | 1    | Cross Duathlon                            | Schleiden      |          |                                  |
| 19. Apr. 2015 | 3    | DTU Deutsche Meisterschaft Cross-Duathlon | Schleiden      |          |                                  |